# Pteroceras longicalcareum
Pteroceras longicalcareum là một loài thực vật có hoa trong họ Lan. Loài này được (Ames & Rolfe) Garay miêu tả khoa học đầu tiên năm 1972.